# أوسكار فور
أوسكار فور (بالإنجليزية: Oscar Fuhr) هو لاعب كرة قاعدة أمريكي، ولد في 22 أغسطس 1893 في Defiance, Missouri ‏ في الولايات المتحدة، وتوفي في 27 مارس 1975 في دالاس في الولايات المتحدة.

## وصلات خارجية
- أوسكار فور على موقعبيزبول رفرنس.كوم (الدوري الرئيسي) (الإنجليزية)